# Discoglossus
Discoglossus es un género de anfibios anuros de la familia Alytidae, también conocida como Discoglossidae, propio del sur de Europa y noroeste de África. En español las especies del género se conocen como sapillos pintojos. 

## Especies
Se reconocen las siguientes según ASW:
- Discoglossus galganoi Capula, Nascetti, Lanza, Bullini & Crespo, 1985 - Mitad oeste de la península ibérica
- Discoglossus jeanneae Busack, 1986 - Centro y este de la península ibérica.
- Discoglossus montalenti Lanza, Nascetti, Capula & Bullini, 1984 - Córcega.
- Discoglossus pictus Otth, 1837 - Sapillo pintojo - NE España, SE Francia, Sicilia, Malta, Argelia, Tunicia.
- Discoglossus sardus Tschudi In Otth, 1837 - Cerdeña, Córcega.
- Discoglossus scovazzi Camerano, 1878 - Marruecos.

## Filogenia
En 2012, Pabijan y colaboradores han propuesto la siguiente filogenia molecular para este género
|  | \| \| Discoglossus pictus \| \| \| \| \| \| Discoglossus sardus \| \| \| \| |
|  |                                                                             |
|  | Discoglossus pictus                                                         |
|  |                                                                             |
|  | Discoglossus sardus                                                         |
|  |                                                                             |

|  | Discoglossus pictus |
|  |                     |
|  | Discoglossus sardus |
|  |                     |

|  | Discoglossus scovazzi                                                           |
|  |                                                                                 |
|  | \| \| Discoglossus galganoi \| \| \| \| \| \| Discoglossus jeanneae \| \| \| \| |
|  |                                                                                 |
|  | Discoglossus galganoi                                                           |
|  |                                                                                 |
|  | Discoglossus jeanneae                                                           |
|  |                                                                                 |

|  | Discoglossus galganoi |
|  |                       |
|  | Discoglossus jeanneae |
|  |                       |

|  | \| \| Discoglossus pictus \| \| \| \| \| \| Discoglossus sardus \| \| \| \| |
|  |                                                                             |
|  | Discoglossus pictus                                                         |
|  |                                                                             |
|  | Discoglossus sardus                                                         |
|  |                                                                             |

|  | Discoglossus pictus |
|  |                     |
|  | Discoglossus sardus |
|  |                     |

|  | Discoglossus scovazzi                                                           |
|  |                                                                                 |
|  | \| \| Discoglossus galganoi \| \| \| \| \| \| Discoglossus jeanneae \| \| \| \| |
|  |                                                                                 |
|  | Discoglossus galganoi                                                           |
|  |                                                                                 |
|  | Discoglossus jeanneae                                                           |
|  |                                                                                 |

|  | Discoglossus galganoi |
|  |                       |
|  | Discoglossus jeanneae |
|  |                       |